# Kanton Meylan
Kanton Meylan (fr. Canton de Meylan) je francouzský kanton v departementu Isère v regionu Rhône-Alpes. Skládá se ze čtyř obcí.

## Obce kantonu
- Corenc
- Meylan
- Le Sappey-en-Chartreuse
- La Tronche